# Letadlo

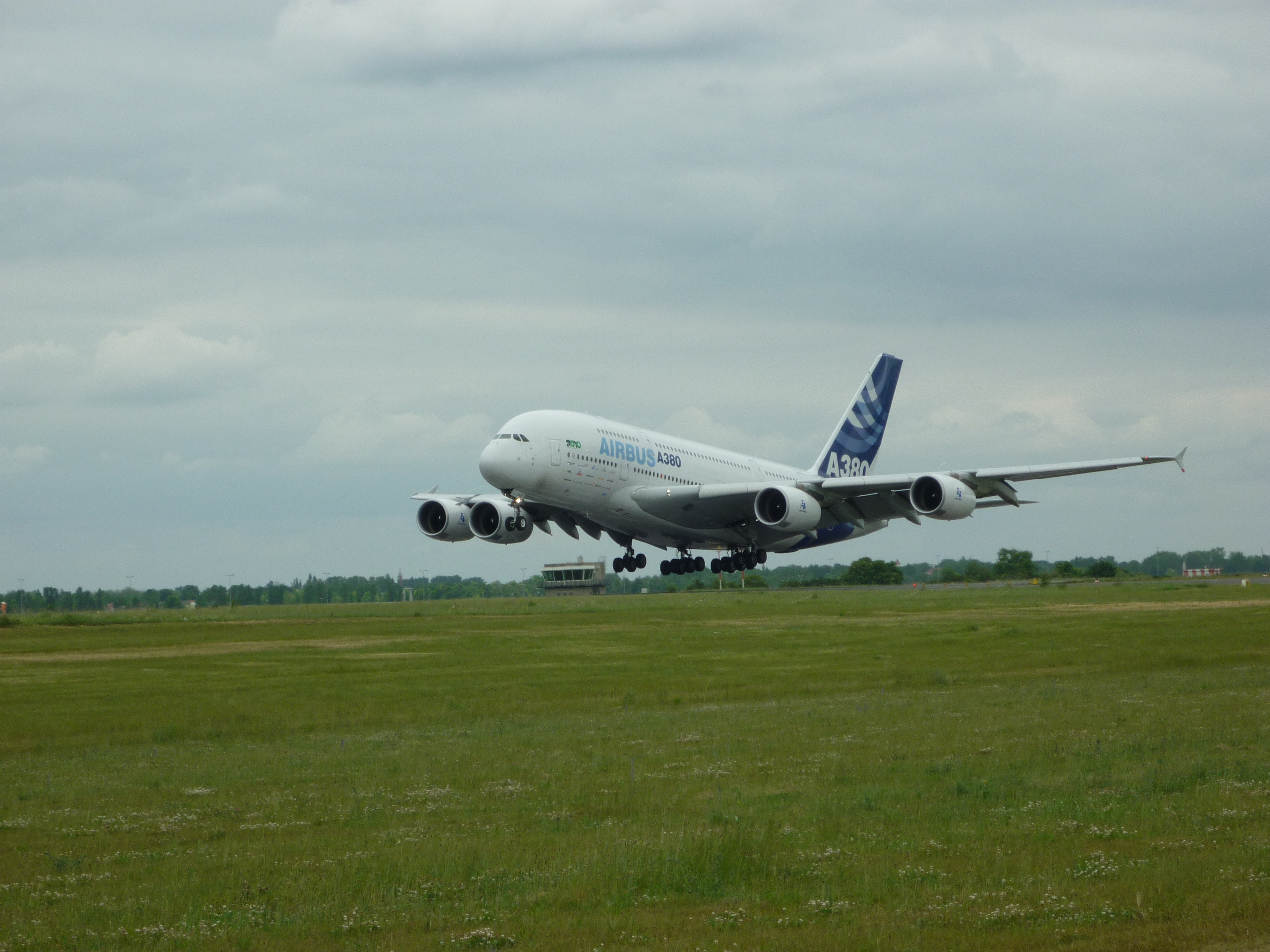
Letoun Airbus A380

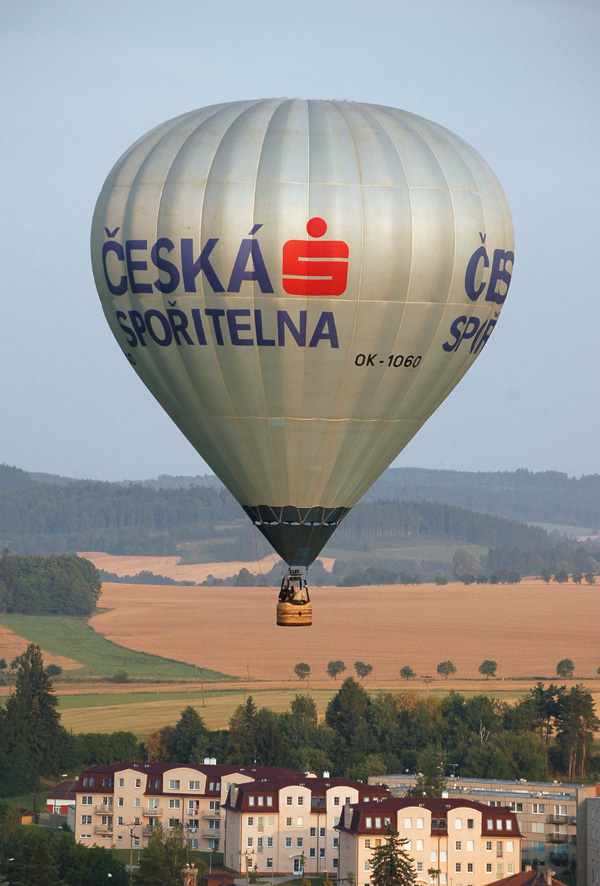
Horkovzdušný balón

Letadlo je létající dopravní prostředek. Tomuto pojmu lze přisuzovat různě široké významy:
- Podle normy ČSN 31 000 je letadlo „zařízení schopné vyvozovat síly nesoucí jej v atmosféře z reakcí vzduchu, které nejsou reakcemi vůči zemskému povrchu.“ (O tomto významu pojednává tento článek.)
- V běžné řeči se slovo letadlo nepřesně chápe v užším významu, jako letadlo těžší vzduchu s pevným křídlem a pohonnou jednotkou (viz též letoun).
- V nejširším významu lze jako letadlo označit i libovolný jiný létající stroj; pokud se pohybuje mimo atmosféru, označuje se jako umělé kosmické těleso. Sem lze zařadit např. raketoplán. Pokud chceme „běžné letadlo“ rozlišit od kosmických, označuje se jako atmosférické letadlo.

## Dělení letadel

### Podle způsobu vzniku vztlaku
- Lehčí než vzduch (aerostaty)
  - Bezmotorové
    - Balón

  - Motorové
    - Vzducholoď
- Těžší než vzduch (aerodyny)
  - Bezmotorové
    - S nepohyblivými nosnými plochami
      - Kluzák
      - Padákový kluzák
      - Rogalo
      - Padák
      - Drak

    - S rotujícími nosnými plochami
      - Rotorový kluzák

  - Motorové
    - Bez nosných ploch
      - Raketa

    - S nepohyblivými nosnými plochami
      - Letoun
      - Padákový kluzák s paramotorem
      - Motorové rogalo
      - Motorový kluzák

    - S rotujícími nosnými plochami
      - Vrtulník
      - Vírník
      - Cyklokoptéra

    - S kombinovanými nosnými plochami
      - Konvertoplán

    - S mávajícími nosnými plochami
      - Ornitoptéra

    - S prstencovými nosnými plochami
      - Koleoptéra

### Podle účelu
- Civilní letadlo
  - Dopravní letadlo
    - Osobní
    - Nákladní
    - Smíšené

  - Sportovní letadlo
  - Letadlo pro letecké práce
  - Model letadla
- Vojenské letadlo
  - Pozorovací letadlo
  - Stíhací letadlo
  - Bombardovací letadlo
  - Bitevní letadlo
  - Dopravní letadlo
  - Cvičné letadlo
  - Víceúčelové letadlo
  - Speciální letadlo
    - Spojovací letadlo
    - Sanitní letadlo
    - Výsadkové letadlo

### Další dělení
- Podle klasifikačních tříd
  - Třídy použití
  - Třídy řiditelnosti a namáhání
  - Třídy provozní bezpečnosti
- Podle konstrukčních znaků
  - Podle polohy nosných ploch
  - Podle počtu nosných ploch
  - Podle tvaru nosných ploch
  - Podle uspořádání trupu
  - Podle druhu pohonu
  - Podle počtu motorů
  - Podle typu podvozku
- Podle účelových znaků
  - Podle délky vzletu a přistání
  - Podle doletu
  - Podle provozních rychlostí

## Konstrukce letadel

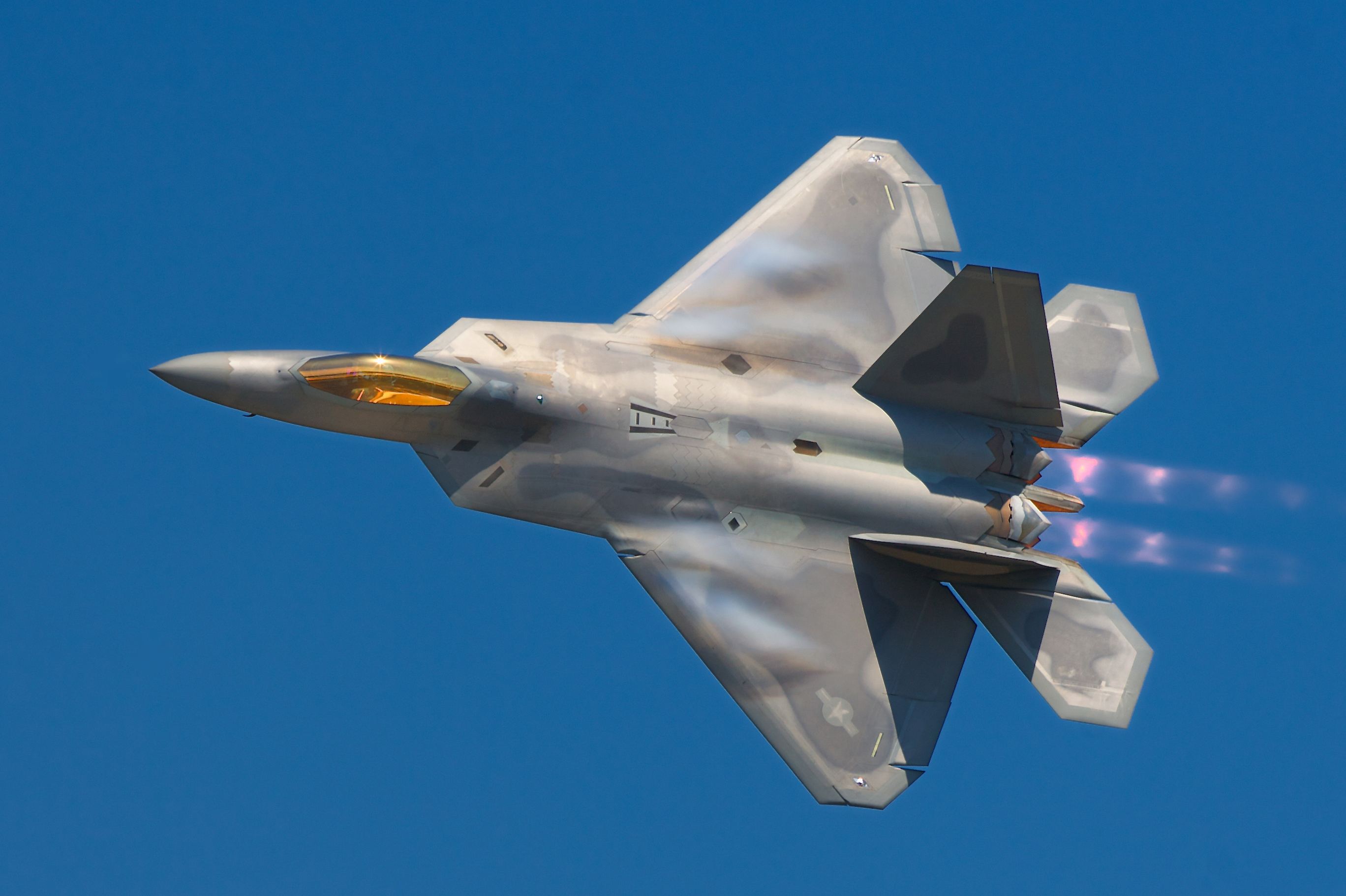
Lockheed Martin/Boeing F-22 Raptor

Letadlo se skládá z následujících celků (pozn. Letadlo může být složeno jen z některých z nich, všechny je najdeme například u
soudobého stíhacího letounu):
- drak letadla – Vlastní „konstrukce“ letadla. Patří sem:
  - trup letadla
  - nosná soustava
  - ocasní plochy
  - řízení
  - a přistávací zařízení.
- pohonná jednotka – Motor s agregáty, které zabezpečují jeho činnost, popřípadě vrtule.
- letadlové soustavy
  - silové soustavy – Slouží k ovládání některých částí letadla. Patří sem například hydraulická a pneumatická soustava.
  - soustavy vybavení letadla – Např. palivová, klimatizační nebo protipožární soustava
- vybavení
  - elektrické – Zdroje, sítě.
  - radiové – Radiostanice, radionavigační vybavení.
  - speciální – Přístroje.
- výzbroj
  - letecká výzbroj
  - vystřelovací sedačka